# Alfred Effiong
Alfred Effiong (Lagos, 29 novembre 1984) è un ex calciatore nigeriano naturalizzato maltese, di ruolo attaccante.

## Biografia
Nel 2015 ottiene la cittadinanza maltese.

## Caratteristiche tecniche
Effiong è un attaccante polivalente - in grado di agire da centravanti, esterno o trequartista - in possesso di una notevole velocità, che lo rende prezioso nelle ripartenze in contropiede.

## Carriera

### Club
Nel 2005 - dopo alcune esperienze in Nigeria e Malaysia - approda a Malta al Kerċem Ajax, in terza serie. Il 22 giugno 2011 si accorda per una stagione con il Valletta. Esordisce con i maltesi il 28 giugno nella trasferta vinta 3-0 contro il Tre Fiori nei preliminari di UEFA Champions League, bagnando l'esordio nelle competizioni europee con una rete. A fine stagione vince il campionato.
Il 21 agosto 2015 viene ingaggiato dal Balzan. Il 27 settembre mette a segno una tripletta contro il Mosta (3-1). Termina l'annata con 16 reti. Il 18 maggio 2019 segna una quaterna contro il Valletta nella finale di Coppa di Malta, partita terminata 4-4 dopo i tempi supplementari e vinta dal Balzan ai calci di rigore.
Il 23 giugno 2022 viene tesserato dal Marsaxlokk.

### Nazionale
Esordisce con la nazionale maltese il 25 marzo 2015 contro la Georgia in amichevole, subentrando al 60' al posto di Jean Paul Farrugia. L'8 giugno mette a segno la sua prima rete in nazionale contro la Lituania con una conclusione dalla distanza. Il 23 novembre 2019 annuncia il proprio ritiro dalla nazionale a 34 anni. In totale conta 37 presenze e 4 reti con la selezione maltese.

## Statistiche

### Presenze e reti nei club
Statistiche aggiornate al 23 ottobre 2022.
| Stagione          | Squadra           | Campionato        | Campionato | Campionato | Coppe nazionali | Coppe nazionali | Coppe nazionali | Coppe continentali | Coppe continentali | Coppe continentali | Altre coppe | Altre coppe | Altre coppe | Totale | Totale |
| Stagione          | Squadra           | Comp              | Pres       | Reti       | Comp            | Pres            | Reti            | Comp               | Pres               | Reti               | Comp        | Pres        | Reti        | Pres   | Reti   |
| ----------------- | ----------------- | ----------------- | ---------- | ---------- | --------------- | --------------- | --------------- | ------------------ | ------------------ | ------------------ | ----------- | ----------- | ----------- | ------ | ------ |
| 2008-2009         | Qormi             | PL                | 9+6        | 3+7        | CM              | 2               | 3               | -                  | -                  | -                  | -           | -           | -           | 17     | 13     |
| 2009-2010         | Qormi             | PL                | 17+10      | 8+4        | CM              | 3               | 3               | -                  | -                  | -                  | -           | -           | -           | 30     | 15     |
| 2010-2011         | Marsaxlokk        | PL                | 18+9       | 9+9        | CM              | 2               | 0               | -                  | -                  | -                  | -           | -           | -           | 29     | 18     |
| 2011-2012         | Valletta          | PL                | 22+4       | 9          | CM              | 2               | 1               | UCL                | 4                  | 1                  | SM          | 1           | 0           | 33     | 11     |
| gen.-giu. 2013    | Qormi             | PL                | 4+10       | 3+7        | CM              | 4               | 0               | -                  | -                  | -                  | -           | -           | -           | 18     | 10     |
| 2013-2014         | Qormi             | PL                | 19+10      | 11+8       | CM              | 4               | 0               | -                  | -                  | -                  | -           | -           | -           | 33     | 19     |
| 2014-2015         | Qormi             | PL                | 22+10      | 5+5        | CM              | 4               | 2               | -                  | -                  | -                  | -           | -           | -           | 36     | 12     |
| Totale Qormi      | Totale Qormi      | Totale Qormi      | 71+46      | 30+31      |                 | 17              | 8               |                    | -                  | -                  |             | -           | -           | 134    | 69     |
| 2015-2016         | Balzan            | PL                | 32         | 16         | CM              | 5               | 0               | -                  | -                  | -                  | -           | -           | -           | 37     | 16     |
| 2016-2017         | Balzan            | PL                | 28         | 7          | CM              | 3               | 1               | UEL                | 2                  | 0                  | -           | -           | -           | 33     | 8      |
| 2017-2018         | Balzan            | PL                | 26         | 7          | CM              | 3               | 0               | UEL                | 2                  | 1                  | -           | -           | -           | 31     | 8      |
| 2018-2019         | Balzan            | PL                | 26         | 9          | CM              | 4               | 6               | UEL                | 4                  | 1                  | SM          | 1           | 0           | 35     | 16     |
| 2019-2020         | Balzan            | PL                | 20         | 2          | CM              | 3               | 1               | UEL                | 2                  | 1                  | SM          | 1           | 0           | 26     | 4      |
| 2020-2021         | Balzan            | PL                | 23         | 2          | CM              | 1               | 0               | -                  | -                  | -                  | -           | -           | -           | 24     | 2      |
| Totale Balzan     | Totale Balzan     | Totale Balzan     | 155        | 43         |                 | 19              | 8               |                    | 10                 | 3                  |             | 2           | 0           | 186    | 54     |
| 2021-2022         | Sirens            | PL                | 18+5       | 2+1        | CM              | 1               | 0               | -                  | -                  | -                  | -           | -           | -           | 24     | 3      |
| 2022-2023         | Marsaxlokk        | PL                | 4          | 0          | CM              | 0               | 0               | -                  | -                  | -                  | -           | -           | -           | 4      | 0      |
| Totale Marsaxlokk | Totale Marsaxlokk | Totale Marsaxlokk | 22+9       | 9+9        |                 | 2               | 0               |                    | -                  | -                  |             | -           | -           | 33     | 18     |
| Totale carriera   | Totale carriera   | Totale carriera   | 352        | 134        |                 | 41              | 17              |                    | 14                 | 4                  |             | 3           | 0           | 410    | 155    |

### Cronologia presenze e reti in nazionale
| Cronologia completa delle presenze e delle reti in nazionale ― Malta | Cronologia completa delle presenze e delle reti in nazionale ― Malta | Cronologia completa delle presenze e delle reti in nazionale ― Malta | Cronologia completa delle presenze e delle reti in nazionale ― Malta | Cronologia completa delle presenze e delle reti in nazionale ― Malta | Cronologia completa delle presenze e delle reti in nazionale ― Malta | Cronologia completa delle presenze e delle reti in nazionale ― Malta | Cronologia completa delle presenze e delle reti in nazionale ― Malta |
| Data                                                                 | Città                                                                | In casa                                                              | Risultato                                                            | Ospiti                                                               | Competizione                                                         | Reti                                                                 | Note                                                                 |
| -------------------------------------------------------------------- | -------------------------------------------------------------------- | -------------------------------------------------------------------- | -------------------------------------------------------------------- | -------------------------------------------------------------------- | -------------------------------------------------------------------- | -------------------------------------------------------------------- | -------------------------------------------------------------------- |
| 25-3-2015                                                            | Tbilisi                                                              | Georgia                                                              | 2 – 0                                                                | Malta                                                                | Amichevole                                                           | -                                                                    | 60’                                                                  |
| 28-3-2015                                                            | Baku                                                                 | Azerbaigian                                                          | 2 – 0                                                                | Malta                                                                | Qual. Euro 2016                                                      | -                                                                    |                                                                      |
| 8-6-2015                                                             | Ta' Qali                                                             | Malta                                                                | 2 – 0                                                                | Lituania                                                             | Amichevole                                                           | 1                                                                    | 60’                                                                  |
| 12-6-2015                                                            | Ta' Qali                                                             | Malta                                                                | 0 – 1                                                                | Bulgaria                                                             | Qual. Euro 2016                                                      | -                                                                    |                                                                      |
| 3-9-2015                                                             | Firenze                                                              | Italia                                                               | 1 – 0                                                                | Malta                                                                | Qual. Euro 2016                                                      | -                                                                    | 90+2’                                                                |
| 6-9-2015                                                             | Ta' Qali                                                             | Malta                                                                | 2 – 2                                                                | Azerbaigian                                                          | Qual. Euro 2016                                                      | 1                                                                    | 45’                                                                  |
| 10-10-2015                                                           | Oslo                                                                 | Norvegia                                                             | 2 – 0                                                                | Malta                                                                | Qual. Euro 2016                                                      | -                                                                    |                                                                      |
| 13-10-2015                                                           | Ta' Qali                                                             | Malta                                                                | 0 – 1                                                                | Croazia                                                              | Qual. Euro 2016                                                      | -                                                                    | 75’                                                                  |
| 11-11-2015                                                           | Istanbul                                                             | Giordania                                                            | 2 – 0                                                                | Malta                                                                | Amichevole                                                           | -                                                                    |                                                                      |
| 24-3-2016                                                            | Ta' Qali                                                             | Malta                                                                | 0 – 0                                                                | Moldavia                                                             | Amichevole                                                           | -                                                                    | 36’                                                                  |
| 27-5-2016                                                            | Kufstein                                                             | Rep. Ceca                                                            | 6 – 0                                                                | Malta                                                                | Amichevole                                                           | -                                                                    | 46’                                                                  |
| 31-8-2016                                                            | Pärnu                                                                | Estonia                                                              | 1 – 1                                                                | Malta                                                                | Amichevole                                                           | 1                                                                    | 73’                                                                  |
| 4-9-2016                                                             | Ta' Qali                                                             | Malta                                                                | 1 – 5                                                                | Scozia                                                               | Qual. Mondiali 2018                                                  | 1                                                                    | 61’ 89’                                                              |
| 8-10-2016                                                            | Londra                                                               | Inghilterra                                                          | 2 – 0                                                                | Malta                                                                | Qual. Mondiali 2018                                                  | -                                                                    | 76’                                                                  |
| 11-10-2016                                                           | Vilnius                                                              | Lituania                                                             | 2 – 0                                                                | Malta                                                                | Qual. Mondiali 2018                                                  | -                                                                    | 80’                                                                  |
| 15-11-2016                                                           | Ta' Qali                                                             | Malta                                                                | 0 – 2                                                                | Islanda                                                              | Amichevole                                                           | -                                                                    | 54’                                                                  |
| 6-6-2017                                                             | Graz                                                                 | Malta                                                                | 1 – 0                                                                | Ucraina                                                              | Amichevole                                                           | -                                                                    | 70’                                                                  |
| 10-6-2017                                                            | Lubiana                                                              | Slovenia                                                             | 2 – 0                                                                | Malta                                                                | Qual. Mondiali 2018                                                  | -                                                                    | 45+1’                                                                |
| 4-9-2017                                                             | Glasgow                                                              | Scozia                                                               | 2 – 0                                                                | Malta                                                                | Qual. Mondiali 2018                                                  | -                                                                    |                                                                      |
| 5-10-2017                                                            | Ta' Qali                                                             | Malta                                                                | 1 – 1                                                                | Lituania                                                             | Qual. Mondiali 2018                                                  | -                                                                    |                                                                      |
| 8-10-2017                                                            | Trnava                                                               | Slovacchia                                                           | 3 – 0                                                                | Malta                                                                | Qual. Mondiali 2018                                                  | -                                                                    |                                                                      |
| 12-11-2017                                                           | Ta' Qali                                                             | Malta                                                                | 0 – 3                                                                | Estonia                                                              | Amichevole                                                           | -                                                                    | 70’                                                                  |
| 26-3-2018                                                            | Belek                                                                | Finlandia                                                            | 5 – 0                                                                | Malta                                                                | Amichevole                                                           | -                                                                    | 62’                                                                  |
| 29-5-2018                                                            | Wattens                                                              | Armenia                                                              | 1 – 1                                                                | Malta                                                                | Amichevole                                                           | -                                                                    |                                                                      |
| 1-6-2018                                                             | Schwaz                                                               | Malta                                                                | 0 – 1                                                                | Georgia                                                              | Amichevole                                                           | -                                                                    | 82’                                                                  |
| 7-9-2018                                                             | Tórshavn                                                             | Fær Øer                                                              | 3 – 1                                                                | Malta                                                                | UEFA Nations League 2018-2019 - 1º turno                             | -                                                                    | 84’                                                                  |
| 10-9-2018                                                            | Ta' Qali                                                             | Malta                                                                | 1 – 1                                                                | Azerbaigian                                                          | UEFA Nations League 2018-2019 - 1º turno                             | -                                                                    | 77’                                                                  |
| 11-10-2018                                                           | Pristina                                                             | Kosovo                                                               | 3 – 1                                                                | Malta                                                                | UEFA Nations League 2018-2019 - 1º turno                             | -                                                                    | 64’                                                                  |
| 14-10-2018                                                           | Baku                                                                 | Azerbaigian                                                          | 1 – 1                                                                | Malta                                                                | UEFA Nations League 2018-2019 - 1º turno                             | -                                                                    | 82’                                                                  |
| 17-11-2018                                                           | Ta' Qali                                                             | Malta                                                                | 0 – 5                                                                | Kosovo                                                               | UEFA Nations League 2018-2019 - 1º Turno                             | -                                                                    | 65’                                                                  |
| 7-6-2019                                                             | Solna                                                                | Svezia                                                               | 3 – 0                                                                | Malta                                                                | Qual. Euro 2020                                                      | -                                                                    |                                                                      |
| 10-6-2019                                                            | Ta' Qali                                                             | Malta                                                                | 0 – 4                                                                | Romania                                                              | Qual. Euro 2020                                                      | -                                                                    |                                                                      |
| 5-9-2019                                                             | Oslo                                                                 | Norvegia                                                             | 2 – 0                                                                | Malta                                                                | Qual. Euro 2020                                                      | -                                                                    | 77’                                                                  |
| 8-9-2019                                                             | Ploiești                                                             | Romania                                                              | 1 – 0                                                                | Malta                                                                | Qual. Euro 2020                                                      | -                                                                    | 72’                                                                  |
| 12-10-2019                                                           | Ta' Qali                                                             | Malta                                                                | 0 – 4                                                                | Svezia                                                               | Qual. Euro 2020                                                      | -                                                                    | 76’                                                                  |
| 15-10-2019                                                           | Tórshavn                                                             | Fær Øer                                                              | 1 – 0                                                                | Malta                                                                | Qual. Euro 2020                                                      | -                                                                    | 71’                                                                  |
| 18-11-2019                                                           | Ta' Qali                                                             | Malta                                                                | 1 – 2                                                                | Norvegia                                                             | Qual. Euro 2020                                                      | -                                                                    | 61’                                                                  |
| Totale                                                               |                                                                      | Presenze                                                             | 37                                                                   |                                                                      | Reti                                                                 | 4                                                                    |                                                                      |

## Palmarès

### Club

#### Competizioni nazionali
- Campionato maltese: 1

Valletta: 2011-2012
- Supercoppa di Malta: 1

Valletta: 2011
- Coppa di Malta: 1

Balzan: 2018-2019

### Individuale
- Capocannoniere della campionato maltese: 1

2010-2011 (17 gol)